# インターナショナル・シャーク・アタック・ファイル
インターナショナル・シャーク・アタック・ファイル（International Shark Attack File）とは、国際的なサメによる襲撃情報のデータベース。通称ISAF。日本語では国際サメ被害目録、国際サメ襲撃ファイルなどと訳される。
第二次世界大戦中に作成された、軍人の受けたサメの被害情報目録に由来する。1958年から1968年までの間はアメリカ合衆国海軍省海軍研究局 (Office of Naval Research) の資金提供を受けており、この期間に世界中のサメの被害情報を収集するシステムが確立された。
現在の保管場所、アメリカフロリダ州のフロリダ大学敷地内にあるフロリダ自然史博物館に移されるまで、一時期同州サラソータのモート海洋研究所 (en:Mote Marine Laboratory) に設置されていた時期がある。現在は海洋学者ジョージ・H・バーゲス (en:George H. Burgess) などが参加する軟骨魚綱の研究機関、アメリカ板鰓亜綱協会 (en:the American Elasmobranch Society) によって運営されている。データベースは4000件以上ものサメ襲撃ケースを抱えており、その内容も詳細に渡り、解剖報告や写真など多くはISAFの権限によって特別に蒐集された情報である。審査委員会の許可を得た科学者だけがデータにアクセスできる。